# Ladies Love Outlaws (album)
Albums de Waylon Jennings
Good Hearted Woman
(1972) Lonesome, On'ry and Mean
(1973)
Ladies Love Outlaws est un album de musique country de Waylon Jennings, sorti en 1972 chez RCA Records. Avec son précédent album Good Hearted Woman, il marque un virage de l'artiste vers le genre « outlaw ».

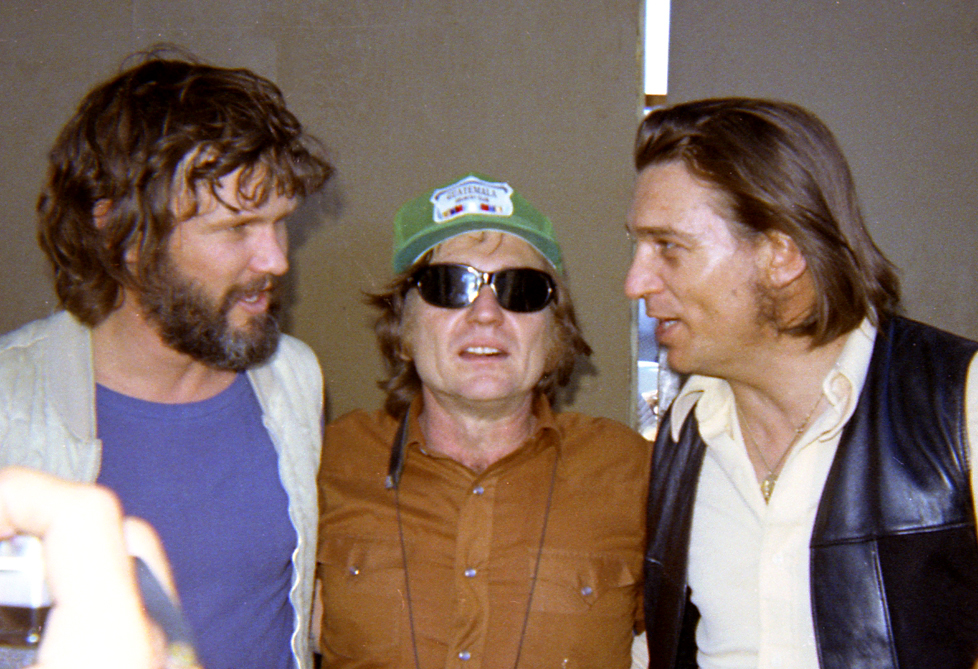
De gauche à droite ; Kris Kristofferson, Willie Nelson et Waylon Jennings en mars 1972.

Après une longue traversée du désert, Waylon Jennings vire son manager Lucky Moeller, las de l'emprise de son studio et convaincu qu'il ne sortirai plus de grands titres. Récupérant d'une hépatite, son batteur, Richie Albright, lui rend visite et le persuade de continuer. Il lui présente un avocat de New-York, Neil Reshen, qu'il embauche comme manager. Reshen renégocie la poursuite de son contrat chez RCA, obtenant une liberté totale de création à Waylon. Il lui conseille également de changer son look, et de se laisser pousser les cheveux et sa barbe, pour cultiver son look « outlaw ». Cet album constitue en effet un tournant au niveau de l'apparence de Jennings.

## Musiciens
| - Waylon Jennings - Chant, Guitare - Ralph Mooney - Guitare électrique - Dave Kirby - Guitare - Billy Ray Reynolds - Guitare - Billy Sanford - Guitare - Jerry Stembridge - Guitare - John "Bucky" Wilkin - Guitare - Bobby Dyson - Basse | - Norbert Putnam - Basse - Henry Strzelecki - Basse - Kenny Buttrey - Batterie - Buddy Harmon - Batterie - Larrie Londin - Batterie - Hargus "Pig" Robbins - Piano - Jim Pierce - Piano - Richard Powell - Synthétiseur |

## Titres
| 1. | Ladies Love Outlaws       | 11 janvier 1972    | 2:32 |
| 2. | Never Been To Spain       | 16 mai 1972        | 2:37 |
| 3. | Sure Didn't Take Him Long | 11 janvier 1972    | 2:21 |
| 4. | Crazy Arms                | 31 août 1971       | 2:34 |
| 5. | Revelation                | 1er septembre 1971 | 3:14 |

| 1. | Delta Dawn                                 | 16 mai 1972     | 3:20 |
| 2. | Frisco Depot                               | 9 mars 1972     | 4:58 |
| 3. | Thanks                                     | 14 juillet 1970 | 2:25 |
| 4. | I Think It's Time She Learned              | 12 mai 1971     | 2:47 |
| 5. | Under Your Spell Again (avec Jessi Colter) | 11 mars 1971    | 2:54 |

## Performances dans les hits-parades

### Album
| Classement (1972)              | Place |
| ------------------------------ | ----- |
| Billboard's Top Country albums | 11    |

### Singles
| Song                                         | Classement (1971) | Place |
| -------------------------------------------- | ----------------- | ----- |
| "Under Your Spell Again" (avec Jessi Colter) | Hot Country songs | 39    |